# Larentia clavaria
Larentia clavaria es una polilla de la familia Geometridae. La especie fue descrita por primera vez por Adrian Hardy Haworth en el año 1809.

## Descripción
La envergadura es de 36 a 40 mm. Las alas anteriores son de color leonado con una mancha basal más parda, una banda mediana y un tono distal, todos fina y delicadamente con bordes blancos distales; la banda mediana también está acompañada por una línea blanca fina en la parte proximal, marcadamente dentada en el pliegue submedio y más superficial en la celda. Alas posteriores pálidas, tornándose más marrones en el margen distal.
La polilla vuela de agosto a noviembre según la ubicación.
Las larvas se alimentan de especies de Althaea officinalis y Malva.

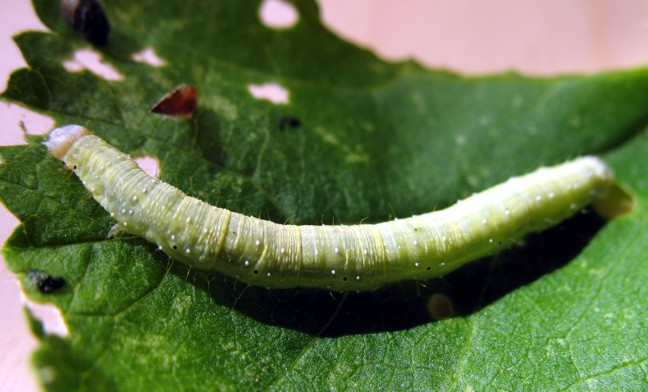
Larva

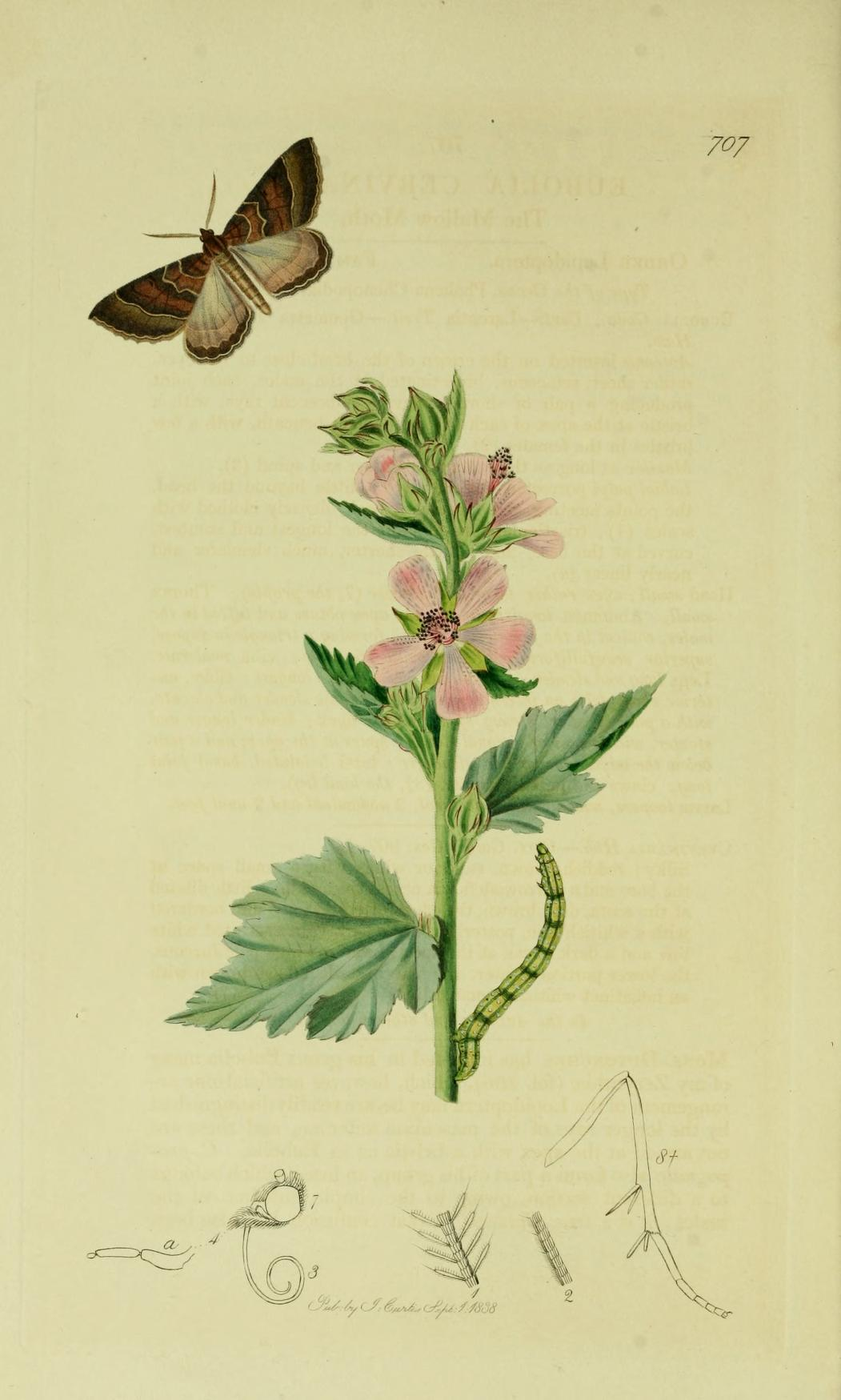
Ilustración de John Curtis Entomología británica Volumen 6

## Distribución y hábitat
La especie se distribuye desde el norte de África, la península ibérica y las islas británicas en el oeste, a través del sur, centro y este de Europa hasta el lejano Siberia (montañas de Altái). En el norte, el área se extiende hacia el centro de Fennoscandia , en el sur desde las islas del Mediterráneo occidental, a través de Italia, la península de los Balcanes, Asia Menor, el Cáucaso hasta Tayikistán. Sin embargo, siempre ocurre de manera muy local y casi siempre es poco común. La especie prefiere prados extensivamente cultivados, bordes de caminos, márgenes de campos y bordes de caminos, también jardines, huertos escolares, jardines de hierbas y sitios de escombros, etc., dondequiera que crezcan las especies de malva, las plantas alimenticias de las orugas. En los Alpes se eleva a 1200 m sobre el nivel del mar.

## Taxonomía
La especie fue descrita científicamente por primera vez en 1809 por Adrian Hardy Haworth como Geometra clavaria. La especie también aparece en la literatura más antigua como Larentia cervinata (Denis & Schiffermüller, 1775) (por ejemplo). Geometra cervinata Denis & Schiffermüller, 1775 es una enmienda injustificada y también una determinación incorrecta de Phalaena cervinalis Scopoli, 1763.
- Larentia clavaria clavaria[4]
- Larentia clavaria datinaria (Oberthur, 1890)
- Larentia clavaria pallidata (Staudinger, 1901)
- Larentia clavaria saisanica Prout, 1937